# Grlo
Grlo (lat. gula) je organ koji spada pod dišni sustav. Nalazi se pred jednjakom u visini četvrtoga i petoga kralješka. Unutrašnjost pokriva sluznica grla. Tijekom disanja glasnica je široko razmaknuta.